# Rushen United Football Club
Il  Rushen United Football Club  è una società calcistica di Port Erin, Isola di Man. Milita nella Premier League, la massima divisione del campionato nazionale.

## Palmarès

### Prima squadra

#### League
- Division One (9): 1925-26, 1935-36, 1977-78, 1978-79, 1979-80, 1980-81, 1984-85, 1985-86, 1987-88

#### Coppe
- Manx FA Cup (8): 1923-24, 1924-25, 1925-26, 1933-34, 1935-36, 1950-51, 1977-78, 1989-90
- Hospital Cup (15): 1925-26, 1927-28, 1930-31, 1934-35, 1938-39, 1950-51, 1963-64, 1974-75, 1975-76, 1980-81, 1982-83, 1985-86, 1988-89, 1992-93, 2000-01
- Railway Cup (16): 1921-22, 1922-23, 1947-48, 1962-63, 1963-64, 1974-75, 1975-76, 1977-78, 1978-79, 1979-80, 1981-82, 1982-83, 1983-84, 1987-88, 2001-02, 2008-09
- Cowell Cup (12): 1953-54, 1955-56, 1963-64, 1966-67, 1967-68, 1969-70, 1971-72, 1972-73, 1973-74, 1982-83, 1991-92, 2003-04

### Squadra riserve

#### Coppe
- Junior Cup (15): 1929-30, 1935-36, 1936-37, 1966-67, 1967-68, 1971-72, 1973-74, 1975-76, 1983-84, 1984-85, 1988089, 1993-94, 1995-96, 1996-97, 2001-02